# Enes Sali
Enes Sali (Toronto, Ontario, 22 de febrero de 2006) es un futbolista canadiense, nacionalizado rumano, que juega en la demarcación de centrocampista para el Al-Riyadh de la Liga Profesional Saudí.

## Selección nacional
Tras jugar con la selección de fútbol sub-16 de Rumania y la sub-17, finalmente hizo su debut con la selección absoluta el 14 de noviembre de 2021 en un partido de clasificación para la Copa Mundial de Fútbol de 2022 contra Liechtenstein que finalizó con un resultado de 0-2 a favor del combinado rumano tras los goles de Dennis Man y Nicușor Bancu.

## Clubes
| Club                  | País           | Año       | Partidos | Goles |
| --------------------- | -------------- | --------- | -------- | ----- |
| F. C. Farul Constanța | Rumania        | 2021-2024 | 58       | 4     |
| North Texas S. C.     | Estados Unidos | 2024      | 29       | 9     |
| FC Dallas             | Estados Unidos | 2024-2025 | 1        | 0     |
| Al-Riyadh (cedido)    | Arabia Saudita | 2025-     | 8        | 1     |

## Palmarés

### Títulos nacionales
| Título | Club                  | País    | Año  |
| ------ | --------------------- | ------- | ---- |
| Liga I | F. C. Farul Constanța | Rumania | 2023 |